# Пастушка и трубочист
«Пасту́шка и трубочи́ст» — советский рисованный мультфильм режиссёра Льва Атаманова
и экранизация одноимённой сказки (1845) Ханса Кристиана Андерсена. 

Не первый год огромной любовью зрителя пользуются мультфильмы талантливого режиссёра-сказочника Льва Атаманова «Золотая антилопа» (по мотивам индийской сказки); «Снежная королева» и «Пастушка и трубочист» по Г.-Х. Андерсену, «Аленький цветочек» по С. Аксакову.— Асенин С.В.

## Сюжет
Повествование ведётся от лица гнома-волшебника Оле Лукойе. Фарфоровые Пастушка и Трубочист стоят на подзеркальном столике, каждый на своей полке, а над полками героев сидит старый Китаец, дедушка Пастушки, и кивает головой туда-сюда, как часовой маятник. Трубочист признаётся Пастушке в любви, однако её дедушка не соглашается. Трубочист всячески уговаривал Китайца разрешить им жениться, но тот хочет насильно выдать Пастушку замуж за козлоногого генерал-капитан-сержанта, в шкафу у которого много серебра, золота и прочего добра. Там же он держит шесть фарфоровых жён. Козлоногий генерал поставил условие, что свадьба состоится в полночь, и заснул со словами: «Скоро свадьба».
Старый Китаец тоже уснул. Пастушка решила, что надо бежать в широкий мир, и они с Трубочистом сошли с полок и, взявшись за руки, побежали в широкий мир. Трубочист решил бежать через камин. Дойдя до края стола, он привязал верёвку к крюку, и они с Пастушкой сумели спуститься вниз так, чтобы не разбиться. Влюблённые почти добежали до камина, но вдруг остановились перед часами, пробившими полночь. Проснувшись, козлоногий генерал обнаружил, что Пастушка и Трубочист сбежали, и послал за ними в погоню оловянного генерала с войсками. Под пушечные выстрелы старый Китаец просыпается и разбивается вдребезги, пытаясь догнать беглецов.
Пастушка падает в обморок, а Трубочист пытается привести её в чувство. Вскоре он увидел, что их разыскивают оловянные солдатики, посланные козлоногим генералом, взял Пастушку на руки и побежал до самого кукольного театра в виде игральных карт, где Пастушка приходит в себя. Герои спрятались в театре, но туда приходят оловянные солдатики. Пиковая дама кинула оловянному генералу цветок, понюхав который, тот чихает. Вскоре открывается одна из нижних карт, и генерал хотел подарить розу пиковой даме в этой карте, но та успела закрыться. Генерал даже не сумел открыть её обратно.
В это время Пастушка и Трубочист смотрели представление, во время которого Пастушка заплакала. Оловянный генерал всё это время искал в каждой карте пиковую даму. Цветок выхватывает мышонок-оборванец, и от него в руке генерала остался кусок стебля. Мышонок побежал дарить этот цветок своей невесте — мышке из приличной семьи. Пыльца от цветка пронеслась почти по всему театру, и все оловянные солдатики чихают так, что сметают генерала, и тот налетает на карты. Когда башня из карт рухнула, показались Пастушка и Трубочист.
Трубочист отправил Пастушку в укрытие, а сам решил задержать тех, кто настиг его вместе с Пастушкой. Он всячески отгоняет оловянное войско с помощью своей лестницы, но бой не удаётся, и в итоге Трубочиста связывают и решают взять в плен. Но мышонок-оборванец мигом тащит пленника в подполье, чтобы не дать его в обиду. Оловянное войско бросается в погоню, в результате которой генерал застрял в норе. Мышонок дарит цветок своей невесте, и они оба бегут к её матери.
Взрослая мышь охает при виде мышонка-оборванца, у которого одно ухо почти оторвано, хвоста нет, и ещё он неприлично голубой. Она решила, что отец умрёт с горя, если увидит этого мышонка. Белая мышка всячески упрашивает свою мать, чтобы выйти замуж за мышонка, но та продолжает настаивать на своём. В итоге она прогоняет мышонка-оборванца. Его невеста решила уйти вместе с ним, но мать её задержала и всё равно наказала мышонку-оборванцу уйти, пока отца нет. Последний заплакал со словами, адресованными своей невесте: «Прощай навеки!», и ушёл.
Белая мышка всячески пыталась вырваться, но мать удерживала её, чтобы не дать уйти вместе с мышонком-оборванцем. Тот, всё ещё плача, развязывает Трубочиста, который успокаивает его, говоря, что ещё не всё потеряно. Пожав мышонку руку в знак благодарности за спасение, Трубочист выбирается наверх. Его всё ещё подкарауливали оловянные солдатики, которые снова попытались его схватить, но Трубочист успел убежать так, что его даже не догнали. В игральных картах оловянный генерал заблудился. Войска его останавливают, и генерал ругает их за то, что они не того поймали.
Пастушка тем временем проводит время одна. Вскоре её находит Трубочист, и они воссоединяются. Наконец оловянные солдатики снова догоняют Пастушку и Трубочиста. Те успевают добежать до камина и начинают подниматься по трубе. Оловянный генерал лезет за ними, но падает из-за темноты и сажи. Тогда все уходят обратно.
Тем временем влюблённые лезли по каминной трубе наверх. От каминной сажи Пастушка чихает и недоумевает, что кругом всё так черно. Трубочист успокаивает её, указывая на звезду в небе, которую он считает выходом в широкий мир. Когда герои выбрались наверх, Пастушка увидела, что её платье испачкано, и снова упала в обморок. Трубочист снова приводит её в чувство. Пастушка смотрит на себя и недоумевает из-за того, что она испачкана каминной сажей, тогда как её возлюбленный наслаждается ночной красотой. Он решил увезти Пастушку на одном из кораблей в широкий мир, но та отказывается из-за того, что она испачкана, и решает отправиться домой.
Трубочист протестует, из-за чего герои ссорятся, и Пастушка уходит. В отчаянии Трубочист лезет обратно в помещение и решает идти обратно вместе с Пастушкой. На своём пути герои снова встретили мышат. Теперь мышонок-оборванец одет в матросский костюм. Его невеста даёт Пастушке понюхать тот самый цветок, и последняя чихает. Вскоре герои прощаются с мышатами, и те бегут в широкий мир, куда Пастушка и Трубочист не сумели сбежать. Вернувшись обратно, влюблённые нашли старого Китайца, который разбился из-за пушечных выстрелов оловянных солдатиков. Трубочист решил, что его можно починить.
Козлоногий генерал делает вид, что не заметил возвращения Пастушки. Наконец, Пастушка встаёт обратно на свою полку, и Трубочист присоединяется к ней. Через некоторое время старого Китайца починили, но он больше не смог кивать головой. Зато Пастушка и Трубочист так и остались неразлучными. Они простояли на своей полке, пока не разбились.

## Съёмочная группа
- Автор сценария — Владимир Сутеев
- Стихотворный текст — Михаила Вольпина
- Режиссёр-постановщик — Лев Атаманов
- Художник-постановщик — Виктор Никитин
- Композитор — Андрей Бабаев
- Оператор — Михаил Друян
- Звукооператор — Георгий Мартынюк
- Монтажёр — Лидия Кякшт
- Редактор — Раиса Фричинская
- Ассистенты: Лидия Никитина, Е. Новосельская, В. Кириллов, Борис Корнеев
- Художники-декораторы: Ирина Светлица, Ольга Геммерлинг
- Директор картины — Фёдор Иванов
- Роль Оле-Лукойе исполнили:
  - Художник — Виктор Шевков
  - Артист — Михаил Яншин
- Роли Пастушки и Трубочиста исполнили:
  - Художники: Марина Восканьянц, Виолетта Колесникова, Рената Миренкова, Елена Хлудова
  - Артисты: Нина Гуляева, Игорь Власов
- Остальные роли исполнили:
  - Художники:
    - Наталия Богомолова
    - Владимир Крумин
    - Александр Давыдов
    - Татьяна Померанцева
    - Вадим Долгих
    - Геннадий Сокольский
    - Галина Золотовская
    - Николай Фёдоров
    - Константин Чикин

  - Артисты:
    - Людмила Гнилова — мышка из приличной семьи
    - Анатолий Папанов — козлоногий генерал-капитан-сержант
    - Сергей Мартинсон — оловянный генерал
    - Елена Понсова — мышь
    - Лев Шабарин — мышонок-оборванец